# Noemí Pérez Valdés
Noemí Pérez Valdés (10 de diciembre de 1926-7 de febrero de 2008), fue profesora emérita de la Universidad Médica de La Habana, Presidenta de Honor de la Sociedad Cubana de Psicología de la Salud Archivado el 6 de agosto de 2018 en Wayback Machine., doctora en Ciencias, psicóloga y educadora.
Como presidenta y fundadora de la Sociedad Cubana de Psicología de la Salud Archivado el 6 de agosto de 2018 en Wayback Machine. (1977-1997), desplegó una labor de notabilísimos aportes en el plano nacional e internacional desde los puntos de vista asistencial, docente-educativo, investigativo y editorial los que resultaron en importantes contribuciones a la profesión de Psicología Médica.
Jefa del Departamento de Psicología (1970) y vicedirectora docente (1976) del Hospital Psiquiátrico de La Habana; función que desempeñará hasta que su deteriorada salud visual se lo permitió. Editora del Boletín de Psicología (1978-1998) y miembro del Comité Editorial de la Revista del Hospital Psiquiátrico de La Habana.

## Biografía

### Datos Familiares
La Dra. Noemí Eulalia Prudencia Pérez Valdés (Mimí) nació en La Habana, la capital de Cuba, el 10 de diciembre de 1926, en una familia de padres médicos, el Dr. Osmundo Pérez Díaz y la Dra. (Ana) María Teresa Valdés Coscojuela, quien fue una de las tres primeras mujeres graduadas de medicina de la Universidad de La Habana (las otras dos mujeres médicas fueron Francisca Rivero Arocha (Panchita) y Dulce Esperanza Martínez (Franque) . Desde temprana edad su abuelo el Dr. Pantaleón Julián Valdés  fomentó en su mente infantil el interés y devoción por el campo de las ciencias médicas y la psicología.
Mientras cursaba estudios en la Universidad de La Habana conoció y se casó con un estudiante de medicina, el más tarde renombrado Dr. Fidel Ilizastigui Dupuy con quien compartió casi 60 años de vida matrimonial y labor intelectual.
La Dra. Noemí Pérez Valdés falleció en la capital cubana el 7 de febrero de 2008, como consecuencia de un paro cardiorrespiratorio a la edad de 81 años.

## Legado en la Psicología de la Salud
Su labor como presidenta de la Sociedad de Psicología de la Salud, la primera organización en el mundo dedicada a integrar la psicología en el currículo médico, transcendió los límites nacionales. Su labor ha sido reconocida en el libro titulado The Oxford Handbook of the History of Psychology: Global Perspectives
La Dra. Noemí Pérez Valdés luchó infatigablemente por la solidaridad de toda la comunidad latinoamericana de los psicólogos de la salud brindando todo su apoyo y experiencia profesional a la Latinoamérica de la Psicología de la Salud (ALAPSA) y a la Interamericana de Psicología (enlace roto disponible en Internet Archive; véase el historial, la primera versión y la última). (SIP). Bajo su dirección y colaboración se auspiciaron múltiples congresos y eventos con el objetivo de promover la visión global de la Psicología entre ellos los Congresos de Psicosalud en Cuba.

#### Concurso Psicología de la Salud
Premio Noemi Pérez Valdés: La Sociedad Cubana de Psicología de la Salud ha creado el concurso nacional Noemí Pérez Valdés como reconocimiento a las contribuciones de la Dra en el campo de la psicología de la salud y su labor docente.

### Labor docente e investigativa

#### Psicodiagnóstico del Rorschach
Inicialmente dedicó sus esfuerzos a la investigación del Psicodiagnóstico del Rorschach como profesora de Psicología en la Universidad de La Habana impartiendo más tarde cursos de docencia postgraduada del Rorschach.
Durante su fructífera vida profesional y científica publicó más de cuarenta trabajos en revistas científicas cubanas y extranjeras, y fue autora y coautora de libros de texto, folletos y boletines de su especialidad, además de editora del boletín de Psicología del Hospital Psiquiátrico de La Habana desde 1978, y miembro extranjero del Comité Internacional de la Revista de Psiquiatría Legal.

#### Trabajo docente
Se incorporó como docente universitaria en 1961 como instructora y jefa del Departamento de Psicología de la Cátedra de Psiquiatría del Hospital General “Calixto García”, así como en el Hospital Pediátrico William Soler y en el Centro de Formación y Orientación de la salud del Niño, perteneciente a la Dirección de Docencia del Ministerio de Salud Pública.
Tan temprano como en 1963 se incorporó como profesora auxiliar al claustro de la Escuela de Psicología de la Universidad de La Habana. También fue vicedirectora docente y de investigaciones del Hospital Psiquiátrico de La Habana, tarea que desempeñó con gran dedicación y notables resultados entre 1977 y 1997, es decir, 20 años de su vida. Fue profesora de Psicología Clínica en la Facultad de Ciencias Médicas “General Calixto García”, del Instituto Superior de Ciencias Médicas de La Habana, donde por sus resultados y aportes alcanzó la categoría docente de profesora titular en el año 1977, siendo la profesora principal de la asignatura Psicología Médica en dicho centro.

#### Hospital Psiquiátrico de La Habana
Posteriormente llevó sus conocimientos del Rorschach a la práctica trabajando con los pacientes en las salas del Hospital Psiquiátrico de La Habana donde desempeñara el cargo de vicedirectora docente (1976 – 2002). Los resultados de esta prolífera labor fueron sumariados en al artículo de la Dra. Noemí Pérez Valdés titulado “Psicodiagnóstico de Rorschach y atención primaria: una experiencia cubana” (1997)
Durante el periodo de 20 años fue la editora del Boletín de Psicología (1978-1998) y aún en los momentos más difíciles de escasez de materiales nunca se dejó vencer por las vicisitudes y continuó la labor editorial del boletín el cual le ofrecía a toda la comunidad de psicólogos un medio de expresión y colaboración científica e investigativa.
Fue gran compañera de trabajo de Bernabé Ordaz junto a quien dedicó largos años de ardua labor en la práctica de la Psicología Médica Docente en el Hospital Psiquiátrico de La Habana. La revista del Hospital Psiquiátrico de La Habana dedica una publicación al trabajo conjunto de estas dos figuras ya que como menciona el Dr. Duenas evocar la memoria del comandante, doctor Eduardo Bernabé Ordaz (1921-2006), director fundador del Hospital Psiquiátrico de La Habana, y de la doctora Noemí Pérez Valdés (1926-2008), presidente de honor de la Sociedad Cubana de Psicología de la Salud, es el mejor homenaje que se les puede tributar, en el Día Nacional de la Psicología, a quienes se entregaron en cuerpo, mente y alma al desarrollo de la ciencia del espíritu en nuestro archipiélago.

## Membresía
Durante su carrera profesional la Dra Noemí Pérez Valdés fue miembro y representantes en múltiple juntas y organizaciones: 
- Miembro Titular de la Sociedad de Psicólogos de Cuba
- Miembro del Grupo Nacional de Psicología del Minsap, Cuba
- Miembro de la Comisión Permanente para el otorgamiento de grados científicos del Ministerio de Educación Superior, Cuba
- Miembro fundador de la Sociedad Franco-cubana de Especialistas de Salud Mental
- Miembro de la Unión de Periodistas de Cuba
- Representante de Cuba ante la Sociedad Interamericana de Psicología
- Asesora de la pionera Maestría en Psicología de la Salud
- Miembro asesor del Comité Académico de la Especialidad en Psicología de la Salud
- Asesora del Comité Ejecutivo de la UNESCO,
- Miembro fundador y Presidenta de la Junta Directiva del Capítulo Cubano de la Asociación Latinoamericana de Psicología de la Salud

- Datos: Q6044392